# Burg Altkrenkingen
Die Burg Altkrenkingen oder Alt-Krenkingen war eine Turmhügelburg (Motte) im Steinatal unterhalb des Ortes Krenkingen ist die Stammburg der Freiherren von Krenkingen, die im Jahr 1102 erstmals genannt werden. Sie ist nicht zu verwechseln mit der Burg Krenkingen, der Burg Neukrenkingen oder der Burg Gut-Krenkingen, sie befinden sich alle im Kreis Waldshut in Baden-Württemberg.

## Lage
Nördlich des Krebsgrabentälchens liegt auf einem vorspringenden Felshügel bei 634 m ü. NN etwa 70 Meter über der Steinaschlucht die Ruine der Höhenburg Burg Alt-Krenkingen, der ehemalige Stammsitz der Krenkinger. Sie ist jedoch keine »echte« Gipfelburg, sondern wurde auf einem aufgeschütteten Hügel errichtet. Heute ist hier das Porphyrwerk Detzeln, ein Steinbruch, der sich bis an die Mauern des Bauwerkes herangenagt hat. Etwa 100 Meter nördlich von der Alten Burg, auf der »Burghalde«, erbauten die Edelfreien von Krenkingen etwa um 1300 eine weitere Burg, mit einer Burgmühle und einem Reblehen, sie ist bereits um 1361 schon als Burgstall bezeichnet, also aufgelassen. Ebenfalls gab es eine Burg Neu-Krenkingen, diese steht jedoch bei Riedern am Sand, und ist ebenfalls nur noch eine Ruine.

## Geschichte
Die Freiherren von Krenkingen waren einst ein bedeutendes Adelsgeschlecht, sie gelten als Begründer der Stadt Tiengen, und Erbauer des »Alten Turms« des Schloss Tiengen. Bekannte Familienmitglieder waren Diethelm von Krenkingen und Martin von Weißenburg.